# Una ragione per combattere
Una ragione per combattere è un film del 2014 scritto, diretto e interpretato da Alessandro Baccini.

## Trama
Marco è uno studente modello e leader di un gruppo di ragazzi allo sbando, che passano le serate fra risse in discoteca e abusando di alcool e droga. Il giovane, inoltre, nasconde un terribile segreto sconosciuto a tutti: è un asso nei combattimenti clandestini gestiti dal pericoloso trafficante Armando. Un giorno però, mentre sta raggiungendo i ragazzi per un'altra serata brava, il suo sguardo incrocia quello di Lisa, una bella ragazza, semplice e di sani principi, completamente diversa da tutte le persone che conosce. I due si innamorano e capiscono di non poter fare a meno l'uno dell'altra. Ma anche Lisa nasconde un segreto che porterà il giovane campione ad affrontare la sfida più pericolosa della sua vita.

## Distribuzione
Il film viene distribuito nelle sale a partire dal 9 aprile 2014. 
Dal 16 maggio 2021 è in programmazione su Sky Cinema e disponibile su Sky On Demand.